# Kenth Gutensparr
Kenth Gutensparr född den 21 september 1958 i Uddevalla, är en svensk sjöofficer (kommendör). 
Kenth Gutensparr växte upp i Stockholm. Efter att genomgått Kungliga Sjökrigsskolan har han tjänstgjort ombord på ubåtar 1980–1994, tjänstgjort i Royal Navy på engelsk ubåt 1988-1989, varit fartygschef på svensk ubåt 1991-1994 och utbildat 3 Australienska ubåtsbesättningar till Collins ubåtsprojektet. Han var 1999-2000 Stf flottiljchef för 1.Ubåtsflottiljen. Han har varit huvudman Sjö vid Försvarets materielverk 1996-1998 och strategisk projektchef för det nordiska ubåtsprojektet VIKING 2001-2002, arbetat som försäljningschef för den tyska ubåtskoncernen HDW 2002-2003. Från 2004-2010 har Kenth Gutensparr haft ledande befattningar vid det militära Högkvarteret, med ansvar för interoperabilitet och svensk förmågeutveckling på den internationella arenan. 2011 till 2013 var han huvudhandläggare för Nato och militärsakkunnig vid Försvarsdepartementet. 2013 till 2014 tjänstgjorde han vid Utrikesdepartementet och Sveriges delegation till Nato i Bryssel, 2015 till 2020 var han strategisk projektchef Marinen vid  Försvarsstaben. 2021-2024 har han haft olika uppdrag för myndigheter och industrin utomlands inom undervattensområdet, innovation, AI och C3I området. Kenth är ledamot av Kungliga Krigsvetenskapsakademien och av Kungliga Örlogsmannasällskapet och Visby skeppar gille samt innehar styrelseposter på den internationella arenan.